# Steirastoma breve
Steirastoma breve är en skalbaggsart som först beskrevs av Sulzer 1776.  Steirastoma breve ingår i släktet Steirastoma och familjen långhorningar.
Artens utbredningsområde är:
- Costa Rica.
- Guyana.
- Guadeloupe.
- Nicaragua.
- Paraguay.
- Surinam.
- Venezuela.
- Martinique.

Inga underarter finns listade i Catalogue of Life.